# 1820 ve fotografii
Tento článek obsahuje významné fotografické události v roce 1820.

## Události
- Louis Jacques Mandé Daguerre (1787–1851), vyučený malíř divadelních dekorací, vytvořil a provozoval diorama – kulisy složené z několika průsvitných pláten za sebou. Využíval přitom i camery obscury.

## Narození v roce 1820
- 4. února – Alphonse Bernoud, francouzský fotograf († 24. listopadu 1889)
- 23. března – William Shew, americký fotograf († 5. února 1903)
- 28. března – William Howard Russell, irský novinářský fotograf († 11. února 1907)
- 6. dubna – Nadar, francouzský fotograf a spisovatel († 21. března 1910)
- 9. května – Charles Nègre, francouzský malíř a fotograf († 16. ledna 1880)
- 30. srpna – Gustave Le Gray, francouzský fotograf († 30. července 1884)
- 18. prosince – Bertall, francouzský karikaturista a fotograf († 24. března 1882)
- ? – Otis H. Cooley, americký fotograf († 1860)
- ? – Andrej Deněr, ruský fotograf († 1892)
- ? – Francisco Pertierra, španělský fotograf aktivní na Filipínách († ?)
- ? – Charles Clifford, španělský fotograf (27. července 1820 – 3. ledna 1863)
- ? – Adolf Russ, český malíř a fotograf (14. dubna 1820 – 23. května 1911)
- ? – Chrisant Rašov, bulharský fotograf a mnich († ?)
- ? – Julia Ann Rudolphová, americká studiová fotografka působící v New Yorku a Kalifornii v 19. století. Dokázala se prosadit v době, kdy bylo jen velmi málo profesionálních fotografek, její kariéra trvala pozoruhodných čtyřicet let. (1820–1890) (†)